# Gemma di Vergy
A Gemma di Vergy Gaetano Donizetti háromfelvonásos operája (opera seria). A szövegkönyvet Giovanni Emmanuele Bidera írta id. Alexandre Dumas Charles VII chez le grands vassaux című drámája alapján. A művet 1834. december 26-án mutatták be először a milánói Scalában. Magyarországon még nem játszották.

## Szereplők
| Szereplő                                    | Hangfekvés   | Az ősbemutató szereposztása |
| ------------------------------------------- | ------------ | --------------------------- |
| Vergy grófja                                | bariton      | Giovanni Orazio Cartagenova |
| Gemma                                       | szoprán      | Giuseppina Ronzi de Begnis  |
| Ida di Greville                             | mezzoszoprán | Felicita Baillou-Hillaret   |
| Tamas                                       | tenor        | Domenico Reina              |
| Guido                                       | basszus      | Ignazio Marini              |
| Rolando                                     | basszus      | Domenico Spiaggi            |
| Lovagok, íjászok, katonák, nyoszolyólányok. |              |                             |

## Cselekménye
Vergy grófja el akar válni feleségétől, Gemmától, mert az nem tudott neki gyermeket szülni. Az asszony zárdába vonué. Tamas, az arab rabszolga titokban szerelmes úrnőjébe és emiatt szóváltásba került Rolandóval, akit dühében leszúr. Bíróság elé állítják, ahol bevallja szerelmét. A börtönben öngyilkosságot kísérel meg. Gemma közbelép szolgája érdekében. Közben megérkezik a gróf új felesége Ida, aki ellen Gemma bosszút esküszik. A hűséges és szerelmes Tamas mindenben támogatja. A gróf azt hiszi Gemma már elhagyta a várát, de egy óvatlan pillanatban az asszony egy késsel rátámad. Tamas lefegyverzi a dühös úrnőjét, aki tajtékozva esküszegéssel vádolja meg. Az arab könyörög neki, hogy szökjenek együtt, de az asszony ebbe nem megy bele. A gróf megpróbálja meggyőzni egykori feleségét, hogy vegye tudomásul új házasságát. Az asszony beletörődik, ám ekkor az esküszegéssel megvádolt Tamas előtör és leszúrja a grófot. Ezt követően magával is végez. A mélységesen lesújtott Gemma, egykori férje iránti szerelmén lamentál.